# 4200 Shizukagozen
4200 Shizukagozen (1983 WA) là một tiểu hành tinh vành đai chính được phát hiện ngày 28 tháng 11 năm 1983 bởi Yoshiaki Banno và Takeshi Urata ở Karasuyama.